# Elvis Sina
Elvis Sina (Tirana, 14 november 1978) is een Albanees voetballer die sinds 2009 weer voor SK Tirana uitkomt. Bij die club begon zijn professionele carrière in 1999.

## Interlandcarrière
Sina speelde vijf keer voor de nationale ploeg van Albanië. Hij maakte zijn debuut op 12 oktober 2002 in de EK-kwalificatiewedstrijd tegen Zwitserland (1-1). Sina viel in dat duel na 88 minuten in voor Ervin Fakaj.

## Erelijst
SK Tirana
- Albanees landskampioen

2000, 2003, 2004, 2005
- Albanees bekerwinnaar

2001, 2002, 2006